# Lucius Licinius Murena (konsul 62 f.Kr.)
Lucius Licinius Murena den yngre var en romersk militär och konsul. Han var son till Lucius Licinius Murena den äldre.
Lucius Murena kämpade under sin fader och senare under Lucullus mot Mithridates VI Eupator och blev prætor 65 f. Kr., samt valdes till konsul för år 62 f. Kr.. Härvid anklagades han för ambitus, men frikändes genom försvar av bland andra Cicero (med talet pro Murena).